# نوريا مورينو
نوريا مورينو (بالإسبانية: Nuria Moreno)‏ هي لاعب هوكي الحقل إسبانية، ولدت في 7 يونيو 1975.

## وصلات خارجية
- نوريا مورينو على موقع اللجنة الأولمبية الدولية (الإنجليزية)
- نوريا مورينو على موقع أوليمبيديا (الإنجليزية)
- نوريا مورينو على موقع اللجنة الأولمبية الإسبانية (الإسبانية)